# Aribert Wäscher
Aribert Wäscher (1895 – 1961) foi um ator alemão da era do cinema mudo.

## Filmografia selecionada
- Slums of Berlin (1925)
- People to Each Other (1926)
- Katharina Knie (1929)
- Gern hab' ich die Frau'n geküßt (1934)
- Lady Windermeres Fächer (1935)
- The Higher Command (1935)
- City of Anatol (1936)
- Madame Bovary (1937)
- Capriccio (1938)
- The Great and the Little Love (1938)
- The Life and Loves of Tschaikovsky (1939)
- Frauen sind doch bessere Diplomaten (1941)
- The Swedish Nightingale (1941)
- Rembrandt (1942)
- Attack on Baku (1942)
- The Adventures of Fridolin (1948)
- When the Evening Bells Ring (1951)
- The Man Between (1953)